# Niño Jesús (Madrid)
Niño Jesús es un barrio del distrito madrileño de Retiro. Se encuentra en el centro del distrito, por lo que está delimitado por los otros 5 barrios del distrito: Pacífico al sur, Adelfas al sureste, Estrella al este, Ibiza al norte y Jerónimos al oeste.

## Historia
Los orígenes del barrio actual están en la clausura y desmantelamiento de la histórica estación de Niño Jesús, cabecera del ferrocarril del Tajuña, que había sido puesta en servicio hacia finales del siglo XIX. Varias décadas después, con un tráfico ya limitado a mercancías, en 1964 el inicio de la línea se trasladó a la zona de Vicálvaro. En ese contexto, se acordó entre la administración pública y la empresa propietaria del ferrocarril que los terrenos ferroviarios quedaran libres. Durante aquellos años, en una operación urbanística de carácter especulativo, se levantaron numerosos edificios de viviendas.
En la actualidad se trata de un barrio con un alto poder adquisitivo, donde la renta media es un 35% más alta que la de Madrid.

## Demografía
Tiene una población de 16.340 a 1 de enero de 2006. La evolución de la demografía en el barrio no ha experimentado grandes cambios a lo largo de los últimos 20 años. Así en 1986 la población del barrio era de 16.525, en 1991 era de 16.847, en 1996 era de 15.892 y en 2001 era de 16.220. Por tanto, si tomamos como referencia la población de 1986, ésta se ha visto reducida en un 1,1%, mientras que por el contrario la población de la Ciudad de Madrid, en ese mismo periodo, ha crecido un 4,8%.
La edad media del barrio es de 42,85 años. A pesar de ser una edad superior a la media de la ciudad (42,00 años), se encuentra entre las más bajas del distrito, sólo superada por la del barrio de Adelfas, donde la edad media es de 41,12 años, más de 2 años inferior a la media del distrito, que es de 43,88 años.
| Año  | Población | Evolución de población |
| ---- | --------- | ---------------------- |
| 1986 | 16.525    | 100                    |
| 1991 | 16.847    | 102                    |
| 1996 | 15.892    | 96                     |
| 1998 |           |                        |
| 1999 |           |                        |
| 2000 |           |                        |
| 2001 | 16.220    | 98                     |
| 2002 |           |                        |
| 2003 |           |                        |
| 2004 |           |                        |
| 2005 |           |                        |
| 2006 | 16.340    | 99                     |

## Transportes

### Cercanías Madrid
Ninguna estación da servicio al barrio. La más cercana es la de Atocha (C-2, C-3, C-4, C-5, C-7, C-8 y C-10) en el vecino barrio de Pacífico, a la que se puede llegar mediante las líneas 14, 26, 32 o Circular.

### Metro de Madrid
Las líneas 6 y 9 dan servicio al barrio con la estación de Sainz de Baranda. La línea 6, además, posee también la estación de Conde de Casal en el barrio.

### Autobuses
Dentro de la red de la Empresa Municipal de Transportes de Madrid, las siguientes líneas prestan servicio a este barrio:
| Línea | Terminales                            |
| ----- | ------------------------------------- |
| 10    | Cibeles – Palomeras                   |
| 14    | Conde de Casal – Pío XII              |
| 20    | Sol-Sevilla – Pavones                 |
| 26    | Tirso de Molina – Diego de León       |
| 30    | Felipe II – Pavones                   |
| 32    | Jacinto Benavente – Pavones           |
| 56    | Diego de León – Puente de Vallecas    |
| 61    | Moncloa – Narváez                     |
| 63    | Felipe II – Santa Eugenia             |
| 143   | Manuel Becerra – Villa de Vallecas    |
| 145   | Conde de Casal – Ensanche de Vallecas |
| 152   | Felipe II – Méndez Álvaro             |
| 156   | Manuel Becerra – Legazpi              |
| C1    | Circular 1                            |
| C2    | Circular 2                            |
| E     | Conde de Casal – Sierra de Guadalupe  |
| N8    | Cibeles – Pavones                     |
| N9    | Cibeles – Ensanche de Vallecas        |
| NC1   | Circular 1                            |
| NC2   | Circular 2                            |